# Hans-Peter Arens
Hans-Peter Arens (* 23. Oktober 1944; † 22. März 2019 in Dortmund) war ein deutscher Schausteller.

## Leben
1967 startete Arens nach Tätigkeit im elterlichen Unternehmen seine Selbständigkeit als Schausteller in Dortmund mit verschiedenen Fahrgeschäften. Bereits die Großeltern hatten eine Lebkuchenbäckerei im Norden dieser Stadt.
Hier war er Mitorganisator des überregional bekannten Weihnachtsmarktes sowie Berater zu örtlichen Großveranstaltungen wie beispielsweise Public Viewings zu Fußballmeisterschaften und Stadtfesten. Darüber hinaus war er bei Volksfesten wie dem Hamburger Dom, der Cranger Kirmes oder dem Cannstatter Wasen mit seinen Fahrgeschäften vertreten.
Seit 1979 war er Vorsitzender des 1897 gegründeten Schaustellervereins Rote Erde e. V. in Dortmund, einem der ältesten Schausteller-Interessenverbände Deutschlands. Er war seit 1993 Vizepräsident und von 2003 bis 2017 sowie erneut ab 2019 Präsident des Bundesverbandes Deutscher Schausteller und Marktkaufleute. Er engagierte sich für ein digitales Archiv des Kulturguts Volksfest, mit dem ein deutsches Schausteller-Archiv als wissenschaftliches Nachschlagewerk für das Kulturgut Volksfest geschaffen werden soll.
Arens engagierte sich für soziale Projekte der Dortmunder Arbeiterwohlfahrt (AWO) und Shanti Leprahilfe Dortmund. Seit 1982 unterstützte er soziale Spendenaktionen der Reinoldikirche. Der Dortmunder Oberbürgermeister Ullrich Sierau würdigte Arens in einem Nachruf als „wahren Lokalpatrioten und beliebten Botschafter unserer Stadt“. Arens war seit 1967 mit Heidi, geborene Laffontien verheiratet, die ebenfalls aus einer traditionsreichen Schaustellerfamilie kommt; aus der Ehe stammen zwei Söhne.

## Ehrungen und Auszeichnungen
- Verdienstkreuz am Bande des Verdienstordens der Bundesrepublik Deutschland für sein soziales Engagement (2011)[6]
- Goldhandschuh des Dortmunder Boxsport 20/50 (2012)[7]
- Ehrenpräsident des Bundesverbands Deutscher Schausteller und Marktkaufleute e. V. (2017)